# Kazaker

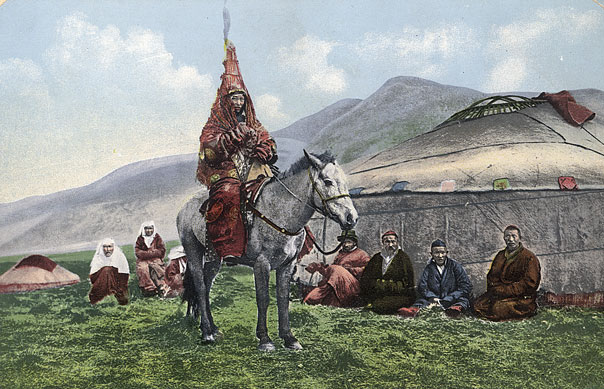
Kazakisk kvinna på häst, taget mellan 1911 till 1914.

Kazaker (kazakiska: қазақтар, qazaqtar, قازاقتار) är ett turkfolk med ursprung i Centralasien och Östeuropa. De delar en gemensam kultur, ett språk och en historia som är nära besläktad med andra turkiska folk i Väst- och Centralasien. Majoriteten av de etniska kazakerna bor i deras nationalstat Kazakstan (cirka 10,9 miljoner, 2009). Större grupper bor även i Kina (1,2 miljoner, 2000), Uzbekistan (cirka 940 000), Ryssland (654 000, 2002) och Mongoliet (140 000). De flesta kazaker har kazakiska som sitt modersmål, men de flesta kan även tala ryska. Kazakerna är sedan 1700-talet sunnimuslimer, även om många numera är icke-religiösa.
Invånarna i Kazakstan drabbades hårdast av svälten i Sovjetunionen under 1932–1933, då 1 450 000 kazaker (38 procent) avled med direkta kopplingar till hungersnöden.
Kazaker räknas som ett av Kinas 56 officiella minoritetsfolk.